# St.-Petri-Kirche (Cuxhaven)

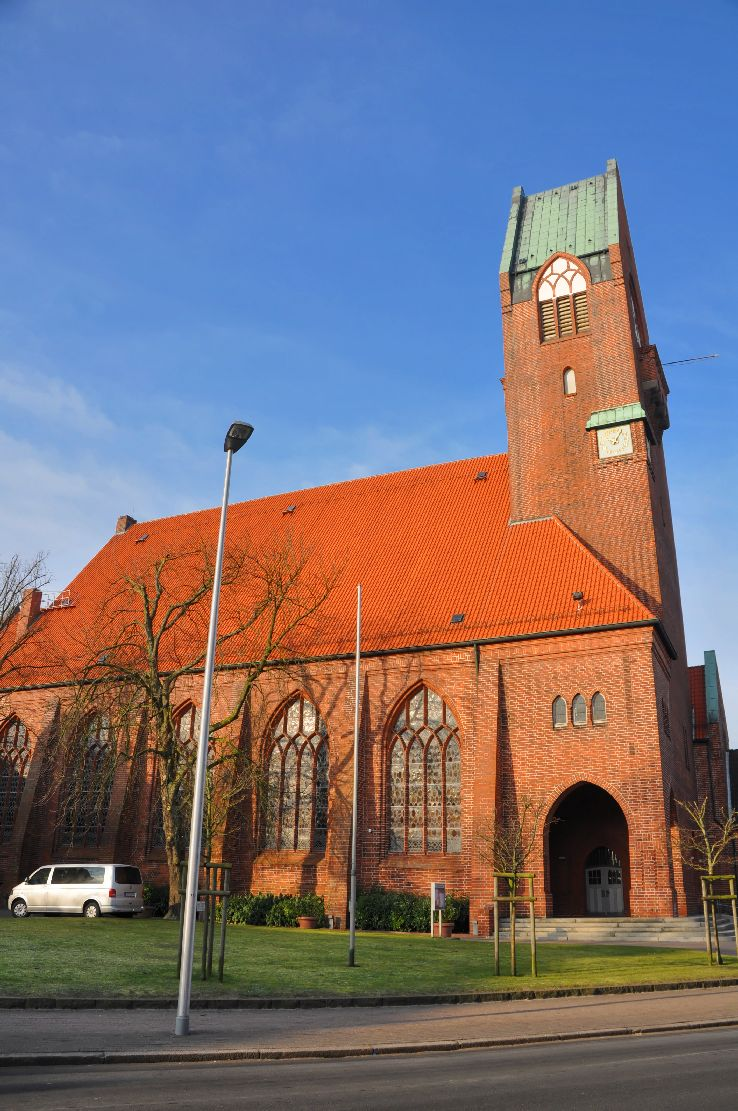

Die evangelische St.-Petri-Kirche in Cuxhaven-Döse, Arno-Pötzsch-Platz 2, war eine Garnisonkirche von 1911 und trägt seit 1950 ihren heutigen Namen. Sie steht unter niedersächsischem Denkmalschutz und ist in der Liste der Baudenkmale der Außenbezirke der Stadt Cuxhaven enthalten.

## Geschichte
Die einschiffige neogotische Marinegarnisonkirche von 1911 mit einem eingerückten Chor mit geradem Abschluss wurde nach Plänen von Marine-Garnisons-Bauinspektor Stock gebaut, beeinflusst durch Kaiser Wilhelm II. 1911 wurde die Kirche geweiht. Die Kirche, der Saal, Pfarrhaus und Küsterhaus bilden ein einheitliches Ensemble.
Die Garnisonkirche für die Marinesoldaten und deren Angehörige gewährte der evangelisch-lutherischen Gemeinde von Alt-Cuxhaven ein Gastrecht. 1948 wurde sie die Gemeindekirche. Sie erhielt 1950 den Namen St. Petri. In den 1960er Jahren wurde die Kirche saniert und der Altarraum umgestaltet.
1993 wurde für die Gottesdienste der Seefahrt für die verunglückten Seeleute eine Gedenkkapelle eingerichtet; 2002 folgte eine Gedenkstätte für die gefallenen Soldaten der deutschen Marine.

## St.-Petri-Gemeinde
Die Kirchengemeinde gehört zum Kirchenkreis Cuxhaven-Hadeln der Evangelisch-lutherischen Landeskirche Hannover. Sie unterhält einen Kindergarten und hat verschiedene Gruppen, u. a. den Chor Concerto Vocale, einen Kinderchor, Frauen- und Seniorengruppen, einen theologischen Bibelkreis, einen Klönkreis und einen Literaturkreis. Ein Förderverein unterstützt die Kirchgemeinde.
Eine alte Jugendstil-Villa war früher das Gemeindehaus; sie wurde in den 2010er Jahren verkauft.

### Orgel
In den 1960er Jahren wurde auf der Empore eine neue Orgel eingebaut. 1993 folgte abermals eine neue, klassisch symphonische Orgel aus der Werkstatt von Gerald Woehl, Marburg. Sie wurde über dem Altar angeordnet, womit die ursprüngliche Gestalt des Altarraums nachempfunden wurde, und greift die Architekturformen der Kirche auf. Woehl beschreibt: „In Cuxhaven wurde das ungewöhnlichste Orgelprojekt aus dem Beginn der 90er Jahre in Niedersachsen verwirklicht. Es verbindet Elemente des romantisch-französischen und romantisch-deutschen Orgelstils.“ Die Orgel hat drei Manuale, ein Pedal und 49 Register.

#### Disposition
| I Hauptwerk C–a3 |     |
| Principal        | 16′ |
| Principal        | 08′ |
| Flûte harmonique | 08′ |
| Gambe            | 08′ |
| Bourdon          | 08′ |
| Octave           | 04′ |
| Flûte douce      | 04′ |
| Octave           | 02′ |
| Mixtur V         |     |
| Kornett II-IV    |     |
| Fagott           | 16′ |
| Trompete         | 08′ |

| II Schwellpositif C–a3 |       |
| Gedeckt                | 16′   |
| Principal              | 08′   |
| Salicional             | 08′   |
| Unda Maris             | 08′   |
| Gedeckt                | 08′   |
| Fugara                 | 04′   |
| Hohlflöte              | 04′   |
| Nasard                 | 2 ⁄3  |
| Flageolet              | 02′   |
| Terz                   | 1 3⁄5 |
| Progressio II-IV       |       |
| Trompette              | 08′   |
| Klarinette             | 08′   |
| Tremulant (schwach)    |       |

| III Schwellwerk C–a3    |     |
| Quintade                | 16′ |
| Flauto traverso         | 08′ |
| Aeoline                 | 08′ |
| Viola da Gamba          | 08′ |
| Vox celestis            | 08′ |
| Bourdon                 | 08′ |
| Flöte                   | 04′ |
| Viola                   | 04′ |
| Piccolo                 | 02′ |
| Harmonia aetheria III-V |     |
| Trompette harmonique    | 08′ |
| Oboe                    | 08′ |
| Vox humana              | 08′ |
| Clairon harmonique      | 04′ |
| Tremulant (stark)       |     |

| Pedal C–f1 |     |
| Subbass    | 32′ |
| Principal  | 16′ |
| Subass     | 16′ |
| Gedeckt    | 16′ |
| Flöte      | 08′ |
| Cello      | 08′ |
| Gedeckt    | 08′ |
| Flöte      | 04′ |
| Posaune    | 16′ |
| Trompete   | 08′ |

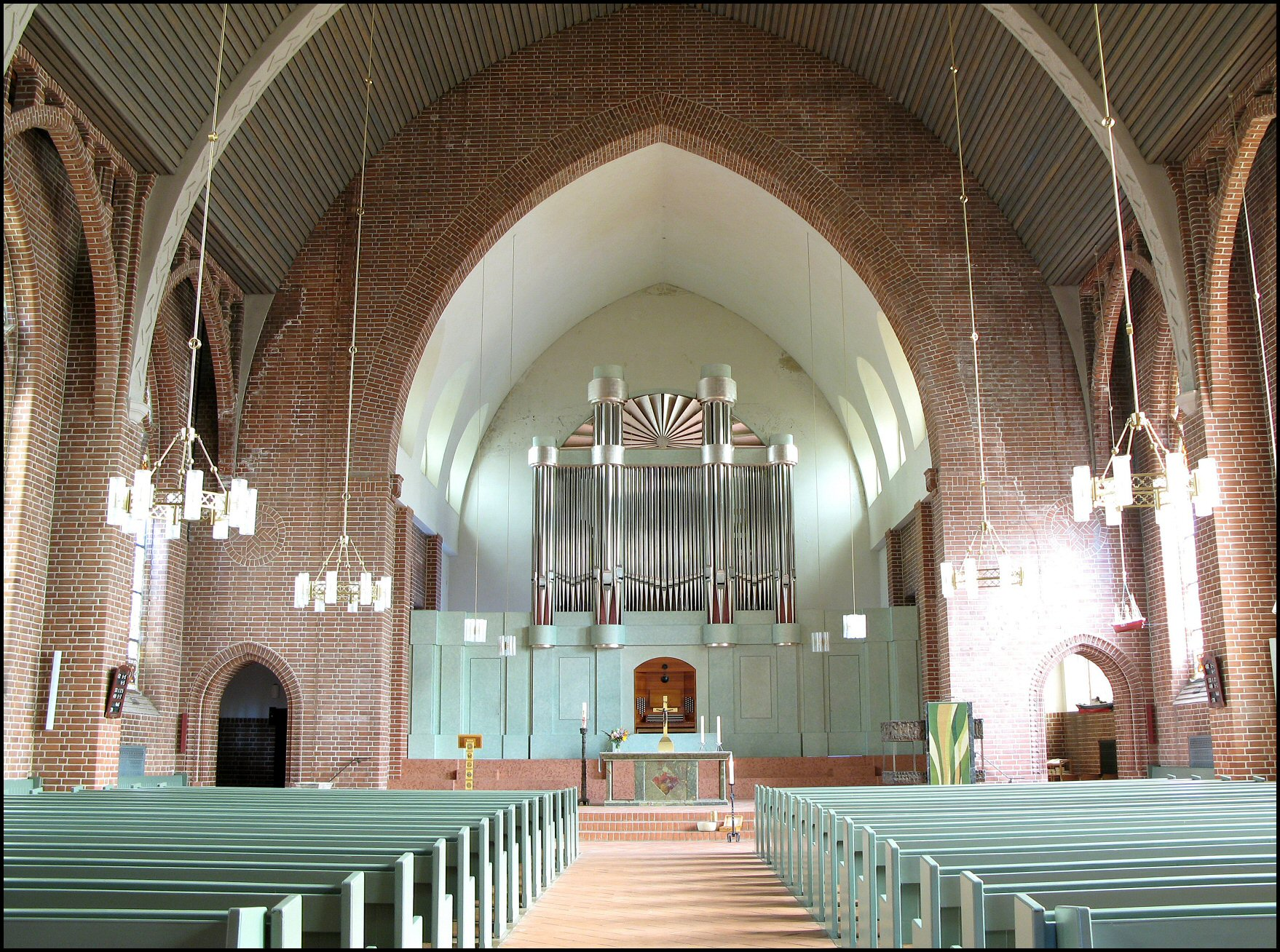
Woehl-Orgel

- Koppeln: II/I, III/I, III/II I/P, II/P, III/P
- Suboktavkoppeln: II/I, III/I
- Superoktavkoppeln: Zungen I/I, Zungen I/P
- Spielhilfen: Setzer, Crescendowalze, HW Zungeneinführung[2]

## Personen, die an der St.-Petri-Kirche gewirkt haben
- Arno Pötzsch, 1938 Seelsorger
- Jürgen Sonnentheil, Kirchenmusiker